# Clubiona estes
Espèce
Clubiona estes est une espèce d'araignées aranéomorphes de la famille des Clubionidae.

## Distribution
Cette espèce est endémique du Colorado aux États-Unis,.

## Description
La femelle holotype mesure 4,23 mm.

## Étymologie
Son nom d'espèce lui a été donné en référence au lieu de sa découverte, Estes Park.

## Publication originale
- Edwards, 1958 : The spider subfamily Clubioninae of the United States, Canada and Alaska (Araneae: Clubionidae). Bulletin of the Museum of Comparative Zoology, vol. 118, no 6, p. 365-436 (texte intégral).